# Круглов, Михаил Николаевич
Михаил Николаевич Круглов (10 июня 1915, Москва — 25 октября 1975, Москва) — советский архитектор.

## Биография

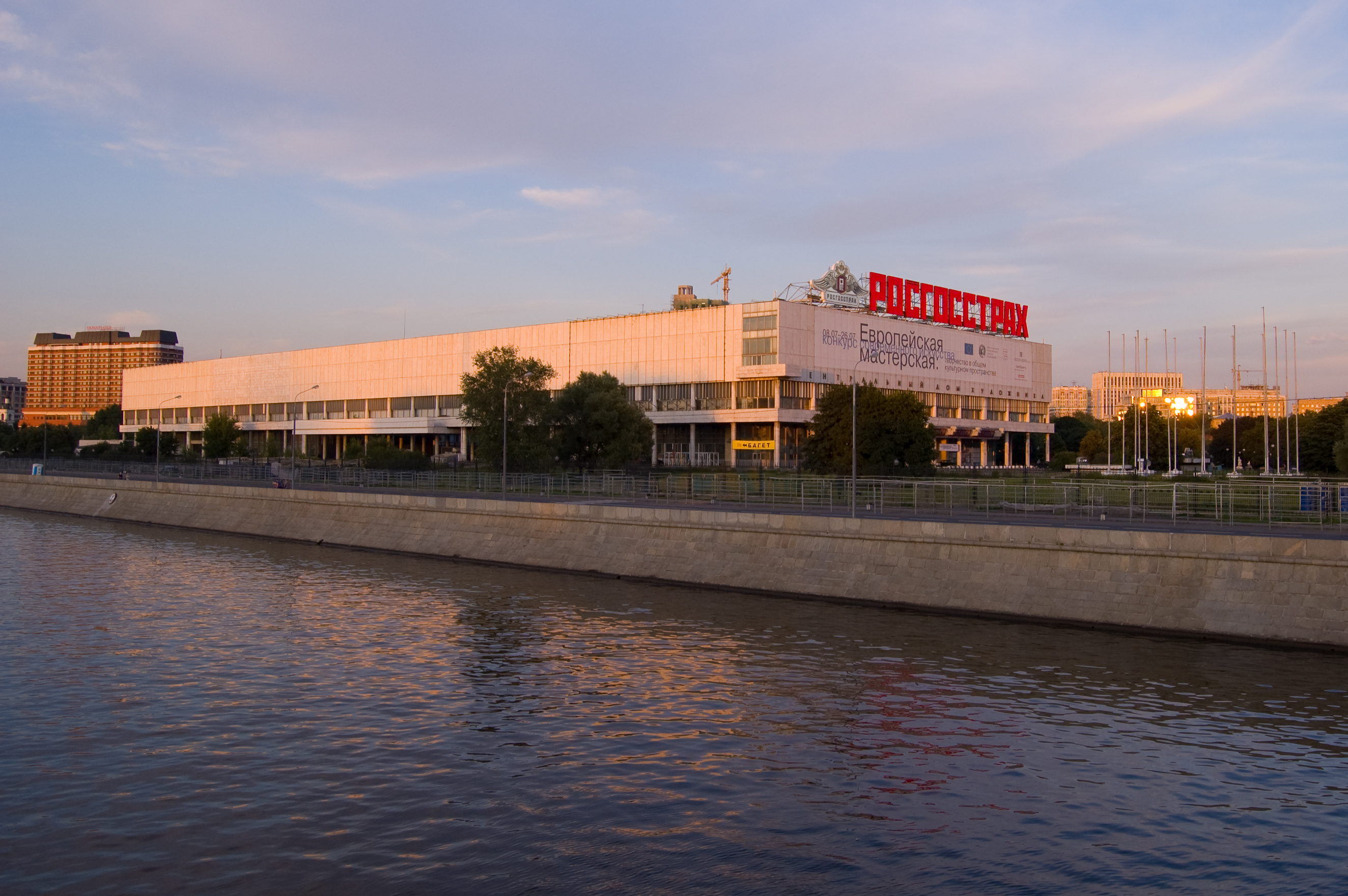
Вид на Новую Третьяковку, 2009 год

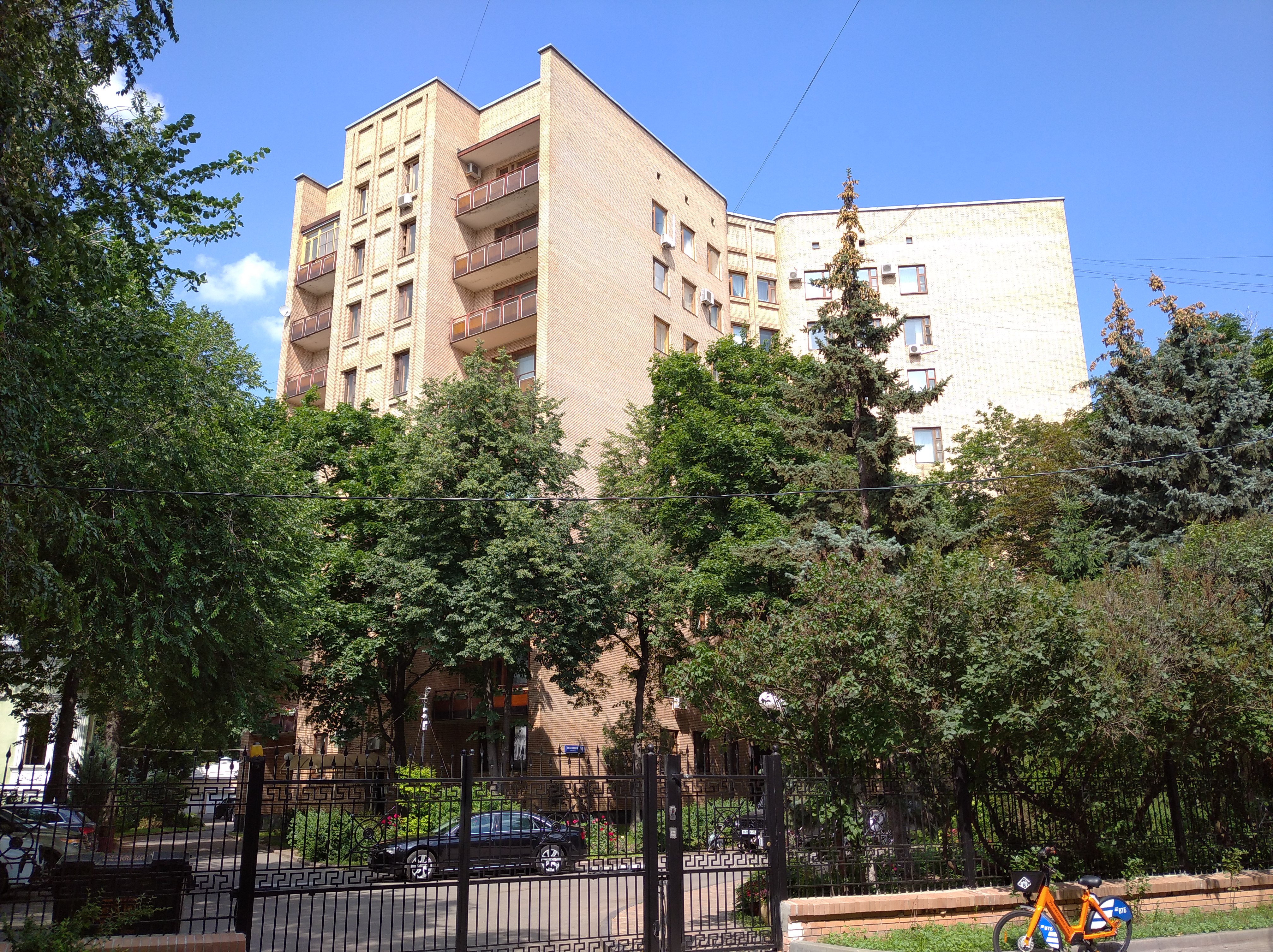
Гранатный переулок, 10

Михаил Круглов родился в Москве 10 июня 1915 года в семье архитектора Николая Алексеевича Круглова и художницы Александры Михайловны Кругловой-Шишкевич. Сперва семья Кругловых жила в доме Перцовой (Курсовой пер., 1), затем в доме 10 по Савельевскому пер., а с конца 1920-х — в построенном Николаем Алексеевичем доме кооператива «Искусство и труд» в Большом Лёвшинском переулке, 8.
В 1933 году Михаил Круглов поступил в Московский архитектурный институт. Во время учёбы он выполнил преддипломный проект мясокомбината и дипломный проект ГЭС в Угличе. В 1939 году окончил институт и поступил в аспирантуру. Там его учителями были Г. П. Гольц, А. К. Буров и М. П. Парусников. Во время учёбы в аспирантуре Круглов работал в мастерской Бурова и преподавал в Высшем художественном училище (бывшем Строгановском) на кафедре «Художественная обработка металла».
После начала Великой Отечественной войны вместе с другими аспирантами-архитекторами прошёл ускоренный курс Военно-инженерной академии им. Куйбышева. С октября 1942 года по июль 1944 года служил в действующей армии в звании гвардии капитана, был заместителем командира сапёрного батальона. Принимал участие в Сталинградской битве, битве на Курской дуге, форсировании Днепра, освобождении Белоруссии.
В 1944 году вернулся в Москву, работал в мастерских Г. П. Гольца и М. П. Парусникова. Разрабатывал проекты восстановления Брянска, Минска и других разрушенных войной городов. Разрабатывал типовые проекты санатория, стадиона, занимался проектированием типового жилья. Поступил в аспирантуру Академии архитектуры СССР, где начал работу над диссертацией на тему палладианства в русской архитектуре, однако обучение не закончил. В 1946 году поступил на работу в школу-мастерскую И. В. Жолтовского. В качестве его помощника участвовал в проектировании дома работников НКВД на Смоленской площади и жилого дома на проспекте Мира. В тот же период работал над проектами Дома ЦК комсомола, Дома творчества композиторов, второй очереди гостиницы «Москва», крупнопанельных жилых домов и каркасно-панельного холодильника. Вместе с И. В. Жолтовским работал над генеральным планом реконструкции Центрального Московского ипподрома, спроектировал деревянные трибуны и ряд служебных построек. Работал над проектом планировки центра Петрозаводска, проектами Дома творчества композиторов в Рузе и административного здания ЦК ВЛКСМ. Затем проектировал крупнопанельные жилые дома, административное здание ВЦСПС и 2-ю очередь гостиницы «Москва». Участвовал в конкурсах на проекты Дворца Советов, павильона на Строительной выставке, Дворца пионеров, Бородинской панорамы, Пантеона героям Отечественной войны. Автор статей об И. В. Жолтовском в журнале «Архитектура СССР».
В 1964 году М. Н. Круглов стал главой мастерской № 9 «Моспроекта-1», а в 1972 году — мастерской № 13 «Моспроекта-2». Он руководил проектированием и строительством архитектурных ансамблей и отдельных зданий в Тушинском, Ворошиловском и Краснопресненском районах Москвы.
Среди крупных работ М. Н. Круглова — здание издательства газеты «Московская правда» (1970—1975, совместно с Б. Л. Топазом и Ю. С. Хлебниковым; ул 1905 года, 7с1). По утверждению К. Н. Афанасьева, «пластическая выразительность архитектуры здания достигалась сложным ритмом пилястр-пилонов, которые, учащаясь у главного входа, образовывали своеобразный портик». В 1971—1972 годах совместно с архитектором Ю. С. Соколовым работал над проектом Музея геологии. Руководил реконструкцией здания Министерства судостроительной промышленности на Садовом кольце, построенном по проекту П. А. Голосова (1965—1967, совместно с Б. Г. Тамбиевым; Садовая-Кудринская ул., 11).
Ещё одной крупной работой М. Н. Круглова стало новое здание Третьяковской галереи на Крымском Валу. Над этим проектом М. Н. Круглов работал совместно с Н. П. Сукояном и Ю. Н. Шевердяевым с 1957 года до конца жизни. В 1962 году первый проект нового здания Третьяковской галереи демонстрировался на международной конференции по музейной архитектуре в Милане — Турине. В дальнейшем проект претерпел изменения, по основные его идеи сохранились.
В 1972—1974 годах совместно с архитектором В. К. Антоновым работал над проектом здания Министерства угольной промышленности. 27-этажный небоскрёб предполагалось возвести на площади 1905 года, однако проект не был реализован. Совместно со скульптором И. М. Рукавишниковым спроектировал памятник И. В. Курчатову (1964—1971). Совместно с Ю. О. Соколовым и Л. Н. Подрезковой работал над проектом дома ЦК КПСС, построенном в форме трилистника (1974—1977; Гранатный пер., 10с1). Другой жилой дом форме трилистника для работников КПСС Круглов построил совместно с В. П. Гуторкиным в 1960—1963 годах (Леонтьевский пер., 15). Последней работой архитектора стел конкурсный проект универсального спортивного зала на 5 тысяч человек для Олимпиады-80 (совместно с В. К. Антоновым; 1-я премия).
Работал над проектами малых архитектурных форм. В 1950-х годах выпустил альбом типовых фонтанов.
Серьёзно увлекался рисунком и живописью. Ходил в офортную студию при Союза архитекторов СССР, а в 1960-х годах — в живописную студию художника Валентина Полякова при Центральном доме архитектора. Участвовал в выставках «Рисунок и акварель архитектора». По оценке архитектора Н. П. Сукояна, пейзажи М. Н. Круглова «отличаются глубоким проникновением в состояние природы». Он также создал серию дружеских шаржей на своих коллег-архитекторов.
Член КПСС с 1943 года, член Союза архитекторов СССР с 1944 года. С 1965 по 1975 год пять раз избирался депутатом Краснопресненского райсовета.
Жил в Москве в спроектированном его отцом доме адресу: Большой Лёвшинский переулок, дом 8а. Последние годы жил по адресу: Ленинградский проспект, 75Б. Умер 25 октября 1975 года. Похоронен на Введенском кладбище (4 участок).
Летом 1976 года в Доме архитектора состоялась выставка произведений М. Н. Круглова.

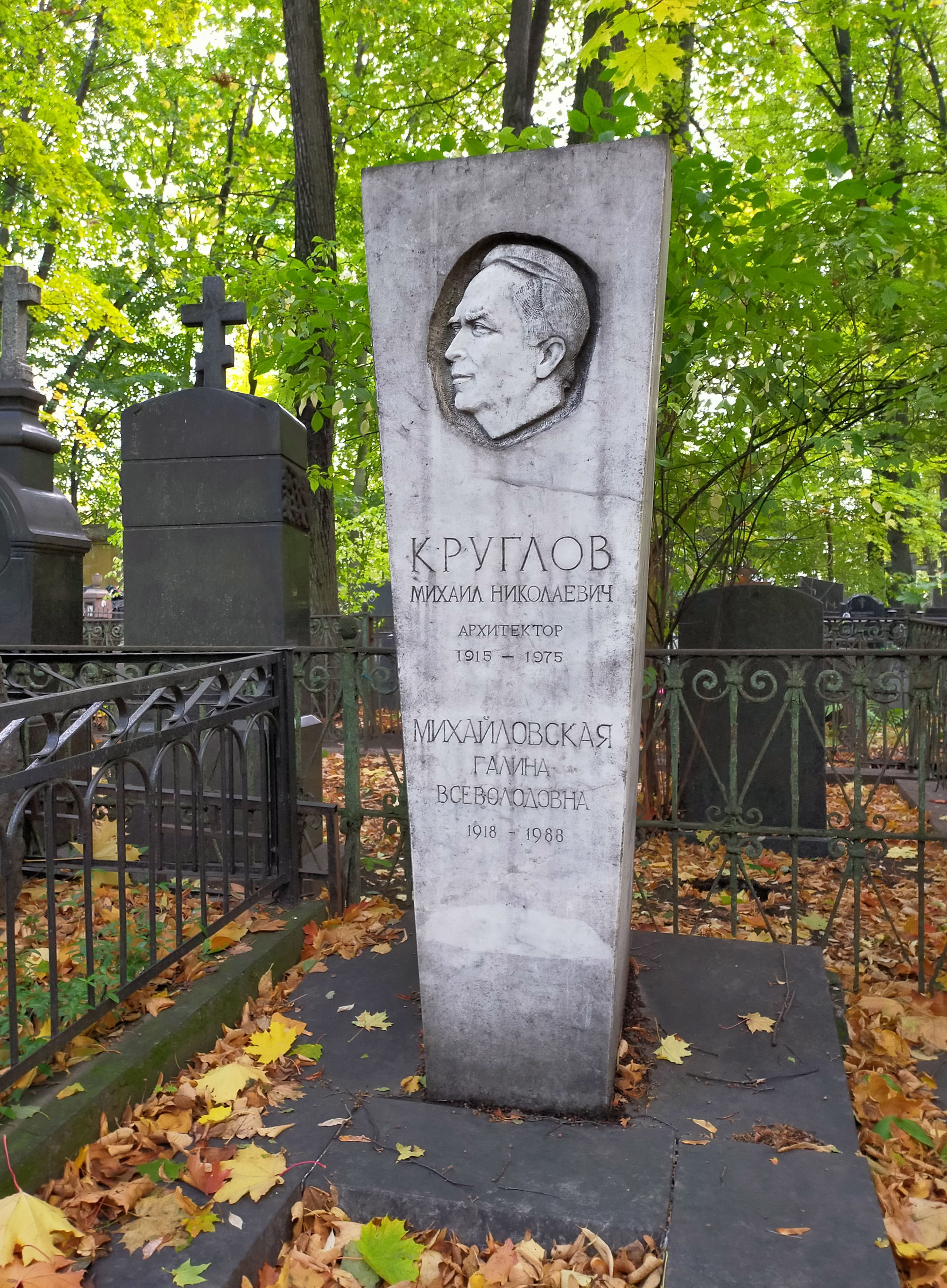
Могила М. Н. Круглова и его второй жены, Введенское кладбище

## Семья
- Первая жена — Наталья Григорьевна Крейн (1916—2001) — реставратор[3]
  - Дочь — Елена Михайловна Круглова — художница[3]
- Вторая жена — Галина Всеволодовна Михайловская (1918—1988) — архитектор[3]

## Награды
- Орден Ленина (1974) — за успехи в выполнении и перевыполнении планов 1973 года и принятых социалистических обязательств[11]
- Орден Октябрьской Революции (1974)[5]
- Орден Красного Знамени (1943)[2]
- Медаль «За отвагу» (1943)[2]
- Медаль «За оборону Сталинграда»[2]
- Медаль «За победу над Германией в Великой Отечественной войне 1941—1945 гг.»[2]